# Ulkomainen Itäkluppi
Ulkomainen Itäkluppi är öar i Finland. De ligger i Bottenhavet eller Skärgårdshavet och i kommunen Gustavs i landskapet Egentliga Finland, i den sydvästra delen av landet. Öarna ligger omkring 75 kilometer väster om Åbo och omkring 220 kilometer väster om Helsingfors.
Arean för den av öarna koordinaterna pekar på är 1,3 hektar och dess största längd är 220 meter i nord-sydlig riktning. Det finns inga samhällen i närheten.

## Klimat
Klimatet i området är tempererat. Årsmedeltemperaturen i trakten är 6 °C. Den varmaste månaden är augusti, då medeltemperaturen är 16 °C, och den kallaste är februari, med −2 °C.